# Буженицкий, Григорий Васильевич
Григорий Васильевич Буженицкий (1858—?) — русский военный  деятель,  генерал-майор. Герой Первой мировой войны.

## Биография
Сын священника, уроженец Херсонской губернии. В службу вступил в 1878 году. В 1881 году после окончания Киевского военного училища и Константиновского военного училища произведён в прапорщики и выпущен в 5-ю резервную пешую артиллерийскую бригаду. В 1881 году произведён в подпоручики, в 1885 году в поручики. 
В 1892 году после окончания Николаевской академии Генерального штаба по II разряду произведён в штабс-капитаны, в 1897 году в капитаны, в 1904 году  в подполковники — командир батареи. 
В 1913 году произведён в полковники — командир 1-го дивизиона 51-й артиллерийской бригады и 2-го дивизиона 44-й артиллерийской бригады. С 1914 года участник Первой мировой войны, во главе своего дивизиона. Высочайшим приказом от 13 октября 1916 года за храбрость награждён Георгиевским оружием: 
За то, что в бою 27-го ноября 1914 года при занятии деревни Лещина, находясь в положении исключительной опасности, на передовом наблюдательном пункте, в сфере действия ружейного огня, лично руководил стрельбой дивизиона для подготовки атаки, нанёс противнику жестокое поражение, чем способствовал успешному продвижению вперёд нашей пехоты и занятию д. Лещины
8 марта 1917 года назначен командующим 19-й артиллерийской бригады. 21 ноября 1917 года произведён в генерал-майоры.

## Награды
- Орден Святого Станислава 3-й степени с мечами и бантом (Мечи — ВП 15.08.1916)
- Орден Святого Станислава 2-й степени с мечами (ВП 1902; ВП 17.11.1916)
- Орден Святой Анны 2-й степени с мечами (ВП 1906; ВП 15.12.1915)
- Орден Святого Владимира 4-й степени с мечами и бантом (ВП 1913)
- Орден Святого Владимира 3-й степени с мечами  (ВП 15.02.1914; Мечи — ВП 13.01.1915)
- Орден Святой Анны 4-й степени «За храбрость» (ВП 08.12.1915)
- Монаршее Благоволение (ВП 23.01.1916)
- Георгиевское оружие (ВП 13.10.1916)